# 多吉 (國大代表)

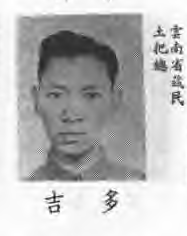
民國37年出版的《第一屆國民大會專輯》中的多吉肖像

多吉（約1925年—？年），雲南省中甸縣人，民國36年當選雲南省藏民選出之第一屆國民大會代表。

## 經歷
- 土把总
- 中央政治學校畢業
- 康藏同胞抗敵赴難宣傳團團員
- 印度中國日報採訪員
- 民國36年(1947年)，當選為雲南省藏民選出之第一屆國民大會代表[1]